# Jacob Holk

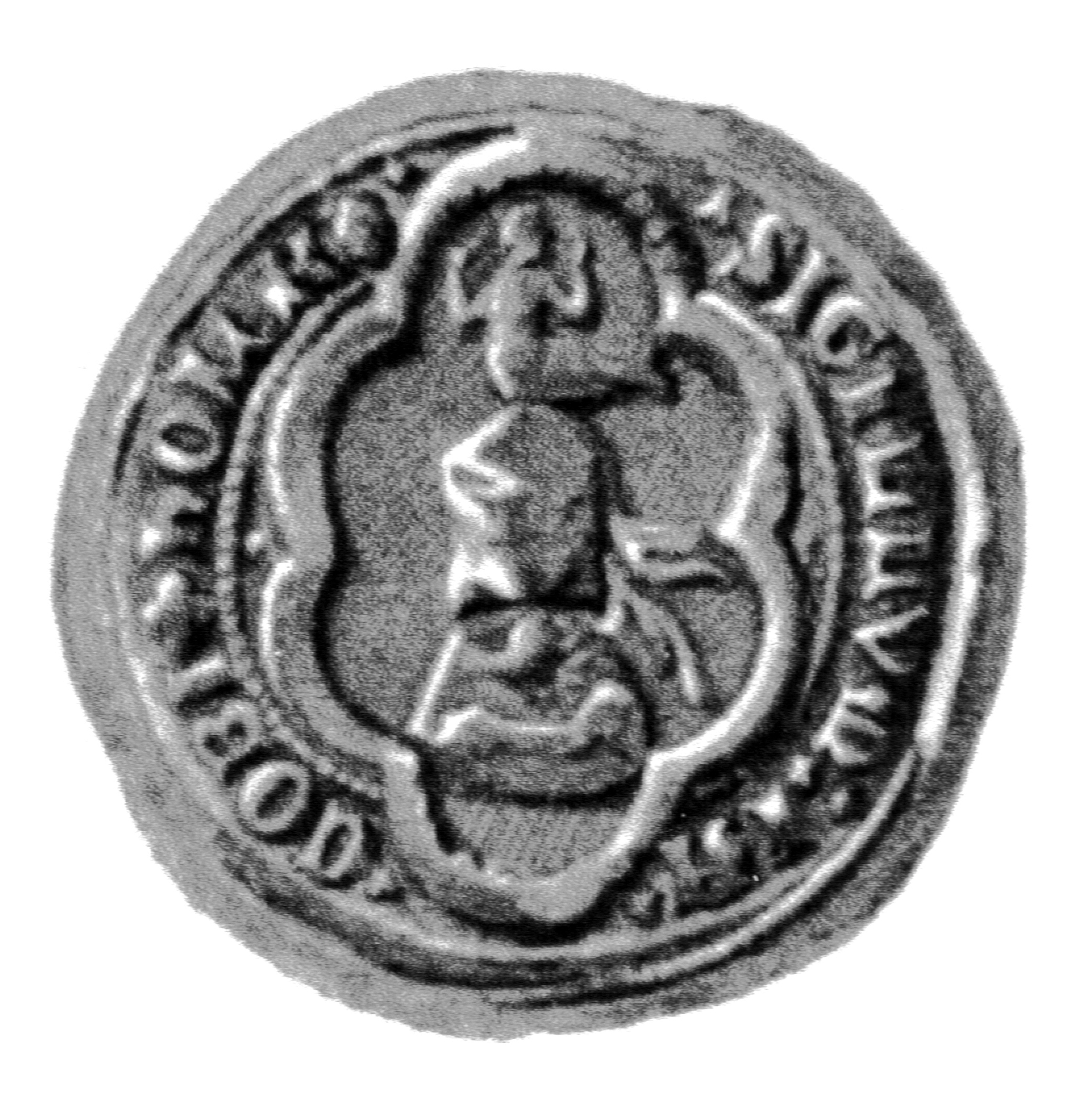
Siegel des Jacob Holk um 1408

Jacob Holk (* in Kolberg; † nach 1416) war Kaufmann und Ratsherr der Hansestadt Lübeck.

## Leben
Holk gehörte 1379 zu den Mitbegründern der Zirkelgesellschaft. Er wurde 1387 in den Rat der Stadt erwählt und vertrat Lübeck auf mehreren Hansetagen. 1387 soll er Befehlshaber der Lübecker Flotte gewesen sein. Im Zusammenhang mit den bürgerlichen Unruhen 1408 verließ er Lübeck mit bislang nicht erforschtem Ziel. 1416 wird er als noch lebend erwähnt, trat jedoch nach Rückkehr des Alten Rates „aus Lässigkeit“ nicht wieder in den Rat ein, sondern blieb in Kolberg. In Testamenten Lübecker Bürger wird er mehrfach als Urkundszeuge aufgeführt.
Er war verheiratet mit einer Tochter des Ratsherrn Segebodo Crispin († 1388) und bewohnte in Lübeck das Haus Königstraße 11 (heute das Behnhaus).